# Helicops infrataeniatus
Helicops infrataeniatus — вид змій родини полозових (Colubridae). Мешкає в Південній Америці.

## Поширення і екологія
Helicops infrataeniatus мешкають на південному сході Бразилії (в штатах Санта-Катаріна і Ріу-Гранді-ду-Сул), в Уругваї, на півдні і сході Парагваю та на північному сході Аргентини. Вони живуть у вологих тропічних лісах, у вологих саванах та в пампі. Ведуть водний спосіб життя, живляться рибою, пуголовками та жабами.